# Aglaophenia venusta
Aglaophenia venusta är en nässeldjursart som beskrevs av John Fraser 1948. Aglaophenia venusta ingår i släktet Aglaophenia och familjen Aglaopheniidae. Inga underarter finns listade i Catalogue of Life.